# Maria Trost (Nesselwang)

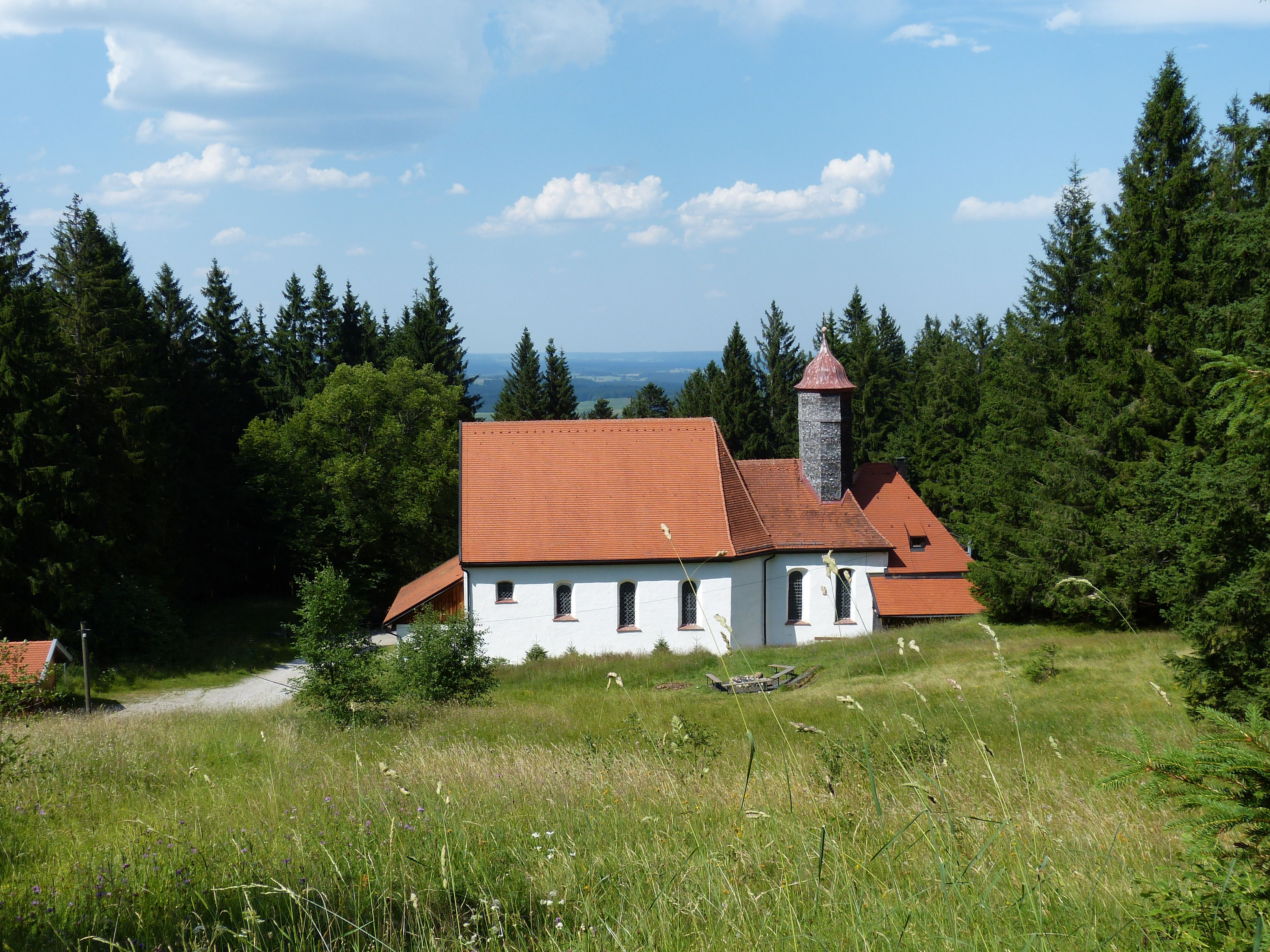
Wallfahrtskirche Maria Trost

Die katholische Kirche Maria Trost ist eine Wallfahrtskirche oberhalb von Nesselwang in Bayern. Die in einer Waldlichtung auf 1123 Meter Höhe am nordöstlichen Hang des Alpspitz gelegene Kirche, die nur zu Fuß zu erreichen ist, ist im Stile des Barock ausgekleidet. Der Bau der Wallfahrtskirche geht auf das um 1658 hier verehrte Gnadenbild Maria Plain zurück, das sich jetzt in Maria Plain befindet.

## Geschichte
Die Marienwallfahrt hat ein 1633 nach einem Brand unter dem Schutt unbeschädigt aufgefundenes Gemälde der Mutter Gottes als Ursprung. Die Freifrau Argula von Grimming, Frau des höchsten Pflegschaftsbeamten in Regen, tauschte das verrußte Gemälde ein und ließ es in ihrer Schlosskapelle aufstellen. Nach ihrem Tod erbte ihr Sohn Rudolph von Grimming das sog. Maria-Trost-Bild, der es anfangs nach Salzburg auf seinen Edelsitz Müllegg brachte, dann aber 1652 auf dem Plainberg öffentlich aufstellte, was zur Verehrung desselben führte. In Folge wurde eine Kopie des Bildes hergestellt, welches auf dem Plainberg verblieb, während Rudolph von Grimming das originale Bild auf Reisen und im Zuge einer Wallfahrt nach Einsiedeln mitnahm. Ihm gefiel die Allgäuer Landschaft, worauf er sich auf dem Wankerberg als Klausner niederließ. Im Jahr 1658 wurde wegen der wachsenden Zahl von Gläubigen, die das Bild verehren wollten, ein Bildstock aus Holz errichtet, den man mit einer Holzkapelle überbaute. Bereits ein Jahr später konnte die Holzkapelle durch eine gemauerte Kapelle ersetzt werden, eine Sakristei wurde 1659 angebaut. Diese alten Teile stellen den heutigen Chor dar. 1662 wurde die erste Heilige Messe in der Kapelle gelesen. Aus Missgunst und Interventionen von Seiten anderer Wallfahrtsorte wurde der Wallfahrtsgründer, Rudolph von Grimming, im Jahr 1663 des Landes verwiesen, während das Originalbild in die Obhut der Pfarre Nesselwang kam. Von 1665 bis 1676 befand es sich anschließend im bischöflichen Ordinariat in Salzburg. Der ab 1668 amtierende Fürsterzbischof von Salzburg, Max Gandolf, hatte dann die Überstellung an die neu zu errichtende Kirche am Plain vorgesehen.
Während des Spanischen Erbfolgekrieges nahm der Besuch von Wallfahrern nach Maria Trost oberhalb Nesselwang zu, damit einhergehend auch das Spendenaufkommen. Daher konnte ab 1704 der Kirchenbau um das heutige Langhaus erweitert werden, die Konsekration der fertiggestellten Kirche 1725 nahm Bischof Alexander Sigismund Pfalzgraf von Neuburg vor. In einem Visitationsprotokoll von 1740 ist von der wundertätigen Muttergottes und dem Heiligtum auf dem hohen Berg die Rede. Das Vermögen betrug zu der Zeit 5.500 Gulden. Zwischen 1759 und 1770 wurde die Innenausstattung vollendet, die Fresken, Stuck-Seitenaltäre und die Kanzel beinhaltet. Das mittlerweile beträchtlich angewachsene Vermögen ermöglichte dies Maßnahmen. In den Jahren 1769 und 1770 erfolgte der Anbau der zweigeschossigen Einsiedelei. Bis heute musste die Wallfahrtskirche zweimal renoviert werden, ohne dass sie dabei aber in baulicher Hinsicht saniert wurde. Die jüngste Renovierung wurde an Christi Himmelfahrt 2019 feierlich abgeschlossen. Die Kirche steht unter Denkmalschutz.

## Ausstattung

### Gnadenbild
Das Gnadenbild ist eines von insgesamt vier Marienbildern aus der Zeit des Rudolf von Grimming, der die Wallfahrt gründete. Es wurde mehrfach in der Absicht übermalt, es einem der anderen drei Bilder anzugleichen und um es zu verschönern. Durch diese Übermalungen ist keines der Bilder eine exakte Kopie eines anderen.

### Deckenfresken
Wer die Fresken von Maria Trost gemalt hat, ist bislang unbekannt. Die Bilder sind unsigniert und undatiert. Die Deckenfresken von hohem künstlerischem Rang mit marianischem Bildprogramm zieren die gesamte Flachdecke des Langhauses. Im Mittelfeld huldigt die ganze Welt, symbolisiert durch die Darstellung der vier Erdteile, der Muttergottes in der Gestalt der Himmelskönigin auf der Erdkugel. Ein Engel zeigt ihr auf einem Blatt die Ansicht von Nesselwang, das – wie die Erdteile – auch der Muttergottes huldigt und vom Jesuskind auf ihrem Arm gesegnet wird. Im östlichen Bildfeld mit einem vortrefflich gemalten Kuppelraum stellen Engel das Gnadenbild Maria Trost vor. Im westlichen Kuppelraum sieht man das im 18. Jahrhundert beliebte Thema: Maria im Spiegel des alten Bundes; den um ein Kind bittenden Joachim und Anna erscheint die Immaculata.
Im Zwischengurt gegen das Mittelfeld ist das Wappen des Nesselwanger Landesherrn, des Augsburger Bischofs Joseph Landgraf zu Hessen-Darmstadt (1740–1768), als Grisaillemalerei zu sehen.

### Votivtafeln
Die Kirche besitzt 38 Votivbilder, die aus dem späten 18. und frühen 19. Jahrhundert stammen. Aus Sicherheitsgründen wurden in der Wallfahrtskirche nur Fotoreproduktionen angebracht.
Zusätzlich zu den Votivtafeln gibt es noch 2 Votivhände aus Wachs.

### Hochaltar
Der Hochaltar wurde 1710 geschnitzt. Er ist auf der Rückseite von dem Mesner und Eremiten Georg Unsin datiert. Das sehr farbige Altarbild wurde nach der Datierung 1717 von Johann Georg Schall, einem Künstler aus Nesselwang, gemalt. Es zeigt die Himmelfahrt Mariens. Von Schall sind noch zwei andere Altargemälde in Regensburg überliefert. Die Fassung des Altares erfolgte möglicherweise nach dem Vorbild der Kirche Maria Plain.
Über dem Retabel erhebt sich ein Aufbau mit sechs Säulen, die das Altarbild begleiten. Der Giebel ist von einem Auszug mit einer muschelförmigen Kalotte bekrönt, in der Jesus im Tempel als Figurengruppe gezeigt wird. Der Gesamteindruck wird von den sechs Säulen, die gewunden sind, bestimmt. Benedikt XIV. privilegierte den Altar 1745 mit Ablässen für Verstorbene. 1982 wurde der Altar nach seinem ursprünglichen Aufbau rekonstruiert.

### Seitenaltäre
Die Seitenaltäre sind von gleicher Qualität wie der Hochaltar. Der rechte Altar ist dem heiligen Joachim geweiht, der linke der heiligen Anna. Die stuckierten Rokokoaufbauten sind mit klassizistischen Elementen verziert. Die Auszüge sind mit Puttenköpfen, Putten und Voluten geschmückt, die Säulen erfüllen keine tektonische Funktion. Zum zweihundertjährigen Jubiläum im Jahr 1859 wurden in die Nischen Gipsfiguren gestellt. Der Verbleib der ursprünglichen Figuren ist nicht geklärt. Der Bildhauer Armin Luda aus Nesselwang schnitzte 1982 zwei Figuren, die dem Stil der zweiten Hälfte des 18. Jahrhunderts entsprachen, und stiftete sie der Kirche. Die Fassungen fertigte Margot Luda, die auch für die Entwürfe der Mensen beider Altäre verantwortlich zeichnete. In Absprache mit dem Denkmalamt fasste Winfried Bernegger aus Lechbruck die Stuckarbeiten neu. Durch den Einbau eines Tabernakels in den Annenaltar wurde dieser zu einem Sakramentsaltar umgestaltet. Da vergleichbare Altäre nicht bekannt sind, ist eine Datierung und Zuschreibung derzeit nicht möglich.

### Geschnitzte Figuren
- In der Nische des Vorzeichens ist eine Darstellung von Christus im Kerker ausgestellt, sie wurde um 1910 von Johann Georg Hirsch aus Günzburg geschnitzt. Als Vorlage diente eine Figur aus der zweiten Hälfte des 18. Jahrhunderts, die sich in Privatbesitz befindet.[8]
- An der Nordwand hängt ein Kruzifixus mit einer trauernden Maria. Es wurde um 1650 angefertigt. Der Bildhauer ist nicht bekannt.
- Die Figur der trauernden Maria von einer Kreuzigungsszene stammt ursprünglich aus der alten Pfarrkirche in Nesselwang. Vermutlich handelt es sich hier um eine Arbeit aus der Werkstatt von Nikolaus Babel. Die zugehörigen Schächer wurden 1942 in die Kapelle in Thal gebracht. An dem guten Schächer befindet sich eine Stifterinschrift: dies Bildt hat machen lassen Georg Straub Böck 1704.[9]
- Die Figuren der Maria und des Christus Salvator schnitzte zu Anfang des 18. Jahrhunderts vermutlich Ignaz Erdt.[10]

## Sonstige Ausstattung
- Im Pfarrarchiv wird ein Mirakelbuch aus dem Jahr 1753 aufbewahrt.[11]
- Die hochwertige Kanzel ist aufwändig mit Stuckarbeiten verziert. Erbauer und genaue Bauzeit sind nicht bekannt.[12]
- In zwei Glaskästen, die im Chor stehen, werden Votivarbeiten aus Silber und Wachs und Klosterarbeiten aus der Zeit vom 18. bis 20. Jahrhundert ausgestellt.[8]
- Der Kreuzweg besteht aus 15 Stationen, die 14. Station ist mit L. C. Weiß pinx 1846 signiert. Ludwig Caspar Weiß lebte von 1793 bis 1867 in Rettenberg. Vorher hing hier ein Kreuzweg in der Art der Nazarener, der mit Dolci 1869 signiert war, er wurde 1935 gegen den von Weiß ausgewechselt.[13]
- Die Kirchenbänke wurden von 1934 bis 1935 von der Firma Pöllath geschreinert. Laut einem Gutachten wurden die Wangen nach originalen Mustern aus Lärchenholz angefertigt.[14]
- Die Tür des Nordportales fertigte der Schreinermeister Schön aus Nesselwang an.

## Glocken
- Die einst vorhandene größere Glocke wurde 1869 gegossen und musste im Ersten Weltkrieg abgegeben werden. Von der Glockengießerei Andreas Hirt aus Kempten wurde 1928 als Ersatz eine 150 kg schwere, neue Glocke gegossen. Sie trug die Umschrift: In Gefahr am Seel’ und Leib’ – Mein Trost o Maria, bleib’! Diese Glocke wurde im Zweiten Weltkrieg eingezogen und 1952 durch eine neue Glocke ersetzt, die bei der Glockengießerei Gebhard in Kempten gegossen wurde.
- Die kleine Glocke wiegt 75 kg, sie wurde 1671 zur Zeit des Fürstbischofs Johann Christoph von Freiberg in das Türmchen gehängt. Die Inschrift lautet: Otto Sartor zv Kempten / goss mich. Sie ist mit einer Kreuzigungsgruppe, einem Schweißtuch der Veronika, einer Muttergottes im Strahlenkranz und dem Wappen des Fürstbischofs geschmückt.[13]

## Orgel
Das Instrument wurde 1913 von der Firma Gebr. Hindelang aus Ebenhofen aufgestellt. Sie besitzt die Register Saliconal  8’, Gedackt 8’, Oktav 4’, Subbass 16’, Pedalkoppel und Kleinmixtur. Die Orgel wurde 1982 von der Firma Zellhuber aus Altstädten repariert.